# Kuxkränzler
Der Kuxkränzler, auch Kuxcränzler, Kuxenkränzler, Kuxhändler oder Kuxmäkler genannt, war ein vereidigter Makler im Bergbau, der als Unterhändler der Gewerken deren Finanzgeschäfte abwickelte. Zusätzlich zu den vereidigten Kuxkränzlern gab es auch unvereidigte Kuxkränzler, die insbesondere in Westfalen oft unter ihren Vornamen genannt wurden (z. B. Kuxenpeter, Kuxenkasper oder Kuxen-Wilm). Später wurde die Vereidigung von Kuxkränzlern komplett abgeschafft und der Handel mit Kuxen wie jedes andere Gewerbe freigegeben.

## Aufgaben und Amtsausübung
Die Hauptaufgabe des Kuxkränzlers war es, durch Vermittlung dafür zu sorgen, dass die Bergwerksanteile oder ganze Zechen verkauft wurden. Für die Verkäufe erhielten die Kuxkränzler von den Verkäufern ein Trinkgeld als Belohnung. Bei seiner Tätigkeit war der Kuxkränzler von Amts wegen verpflichtet, die Käufer der Anteilsscheine über den Zustand der Bergwerke und deren derzeitigen Wert zu unterrichten. Der Zustand der Bergwerke und die weitere Entwicklung für die nächsten vier Wochen wurde zuvor von den Berggeschworenen bei einer Befahrung festgestellt und protokolliert. Dabei wurde für das jeweilige Bergwerk festgehalten, ob mit Ausbeute zu rechnen war.
Zur Ausübung dieser Aufgaben war es erforderlich, dass der Kuxkränzler im Land umherreiste. Dieses „im Kreise herumreisen“ wurde als kränzeln bezeichnet, was vermutlich auch zur Berufsbezeichnung führte. Außerdem war er im Oberbergamt bei der quartalsmäßigen Berechnung der Ausbeute der jeweiligen Ausbeutezechen anwesend. Beim Verkauf der Kuxe durfte nur der vom Verkäufer festgelegte Preis verlangt werden. Da in das Amt und in die Aussagen des Kuxkränzlers ein hohes Vertrauen gelegt wurde, war es dem Kuxkränzler unter Strafe verboten, den Kuxhandel unredlich zu betreiben. So durfte er niemanden zum Kauf oder Verkauf von Kuxen überreden oder sonstwie arglistig täuschen.

## Die Verhandlungen
Bei den Verhandlungen für den Kuxverkauf kamen in der Regel mehrere Käufer und Verkäufer mit dem Kuxkränzler als Unterhändler zusammen. Die Verhandlungen verliefen dann nach einem festgelegten Schema ab. Einen besonderen Verhandlungsmodus gab es im Harzer Bergbaurevier. So mussten beide Verhandlungspartner Kuxanteile eines Bergwerks haben oder erwerben wollen. Nun schrieb entweder der Anbieter des Kuxes den Preis, den er für den Kux haben wollte, oder der Kaufwillige schrieb seinerseits den Preis, den er für einen Kux zu zahlen bereit war, für sein Gegenüber nicht sichtbar auf einen Teller. Dieser Teller wurde anschließend so abgestellt, dass keiner den Preis sehen konnte. Wer nun den Teller aufhob, war in Verzugszwang und musste handeln. Durch das Aufheben des Tellers wurde der Handel getätigt, der Kuxanbieter erhielt, wenn er den Preis aufgeschrieben hatte, den von ihm geforderten Kaufpreis vom Käufer erstattet und dieser erhielt den Kux. Der Käufer musste den von ihm festgesetzten Kaufpreis erstatten, wenn er den Preis aufgeschrieben hatte, und erhielt den Anteilsschein. Nach den Verhandlungen erhielt derjenige, der den Preis aufgeschrieben hatte, von demjenigen, der sich auf den Handel eingelassen hatte, eine Provision erstattet. Die Höhe dieser Provision richtete sich nach der Wichtigkeit des Handels.

## Amtsmissbrauch
Trotz der strengen Gesetze kam es oftmals dazu, dass die Kuxkränzler zu unerlaubten Mitteln griffen. Dies lag vermutlich an der Art der Bezahlung, die oftmals vom Gutdünken der Verkäufer abhing. Andererseits war der Betrieb der Bergwerke mit hohen Kosten für Löhne, Material und Abgaben verbunden, die die Anteilseigner oftmals nicht mehr tragen konnten. Aufgrund dieser Kosten kam es häufig zu Unterbrechungen des Betriebes. Um für diese Bergwerke neue Anteilseigner zu gewinnen, wurden oftmals weitere Kuxe verkauft. Auch ließen sich die Kuxkränzler häufig mit zusätzlichen Betriebsgeldern bezahlen. Dieses sogenannte „Kuxkränzler-Unwesen“ wurde per Gesetz untersagt. Im Falle des Betruges drohten zwischen vier und acht Wochen Gefängnis und Erstattung der entstandenen Schäden. Auch war ein Landesverweis für mehrere Jahre – in besonders schweren Fällen auch der unbegrenzte Landesverweis – möglich.

## Kuxpartierer
Neben den Kuxkränzlern traten aber auch einige Betrüger auf, die den Käufern wertlose Bergwerksanteile verkauften oder Anteilseignern ihre guten Kuxe in betrügerischer Weise abschwatzten und die Leute dadurch um ihr Geld brachten. Auch wurden Kuxe von diesen als Kuxpartierer bezeichneten Betrügern verkauft, für die es überhaupt keine Bergwerke gab. Die Kuxpartierer traten in bergmännischer Kleidung auf und gaben sich als Bergmann oder Gewerke aus. Um bei ihren Betrügereien das Interesse der Käufer zu wecken, führten sie als Beweis für die reichhaltigen Erzgänge der Bergwerke eine oder mehrere mineralische Stufen mit sich, die sie den Kaufinteressenten vorzeigten. Begünstigt wurde dieser betrügerische Handel von der damaligen Rechtslage, so stand es jedem Anteilseigner frei, seine Kuxe selber zu verkaufen. Durch die betrügerischen Machenschaften der Kuxpartierer wurden viele Käufer auch vom Kauf guter Kuxe abgeschreckt. Um den betrügerischen Handel der Kuxpartierer zu unterbinden, wurden zunächst von den Landesregierungen entsprechende Dekrete erlassen und von den Oberbergämtern in den jeweiligen Zeitungen veröffentlicht. So wurde zum Beispiel in Österreich am 21. April 1762 ein Hofkammerdekret erlassen, das auf die betrügerischen Machenschaften der Kuxpartierer hinwies. Konnte man die Kuxpartierer überführen, wurden sie zu einer Gefängnisstrafe von vier bis acht Wochen verurteilt, auch mussten sie den unrechtmäßig angeeigneten Kaufpreis erstatten. Konnte ein Kuxpartierer den Kaufpreis nicht erstatten, so wurde er nach der Gefängnisstrafe für mehrere Jahre des Landes verwiesen. War der Schaden, der durch den Betrug entstanden war, besonders hoch, drohte die unbegrenzte Landesverweisung – der sogenannte Staupenschlag.